# رنتتن مارك
رنتتن مارك (بالألمانية: Rentenmark) كانت عملة صدرت في 15 أكتوبر 1923 لوقف التضخم الجامح الحاصل بين عامي 1922 و1923 في ألمانيا أيام جمهورية فايمار. تم تقسيمها إلى 100 Rentenpfennig وحل محله الرايخ مارك في عام 1924.
بعد احتلال حوض الرور في أوائل عام 1923 من قبل القوات الفرنسية والبلجيكية، ردت الحكومة الألمانية على لسان فيلهلم كونو بإعلانها سياسة المقاومة السلمية. هذا تسبب لتوقف الاقتصادي في حوض رور الذي كان قلب ألمانيا الصناعي. ردت سلطات الاحتلال بالاعتقالات والترحيل والتخريب. ترك هؤلاء النازحون بدون دخل من قبل القوات المحتلة وعانت عائلاتهم تراجعا في الدخل العام ومشاكل مالية. تراجعت إيرادات الضرائب مع تباطؤ النشاط الاقتصادي بشكل كبير. غطت الحكومة حاجتها من الأموال أساسا عن طريق طباعة النقود. ونتيجة لذلك، ارتفع التضخم وارتفعت أسهم البيببر مارك في سوق العملات. تراجعت احتياطيات العملات الأجنبية في بنك الرايخ.